# Jessy Greene
Jessy Greene es una violinista y cantante estadounidense, miembro de las bandas Geraldine Fibbers y The Jayhawks y colaboradora habitual de la agrupación liderada por Dave Grohl, Foo Fighters.

## Carrera
Nacida en el oeste de Massachusetts, Jessy comenzó a tocar el violín a la edad de cuatro años por sugerencia de sus padres, amantes de la música clásica. Durante la escuela secundaria, ella tomó un descanso del instrumento, antes de decidir tocar el violín en estilos más contemporáneos. Luego se graduó en etnomusicología en la Universidad de California, Los Ángeles, y se unió a la gira "Skin" de Peter Himmelman, tocando el violín y realizando los coros. Al regresar a Los Ángeles, Jessy se unió a Geraldine Fibbers, con quien grabó dos álbumes. En 1997 se mudó a Minneapolis, uniéndose a The Jayhawks.
Jessy ha tocado con varios artistas como Wilco, Tom Freund, Atmosphere, Joseph Arthur, Soul Asylum y Dessa de la banda Doomtree. Ha realizado giras con varios artistas, incluidos Foo Fighters durante 18 meses en 2007 y 2008. También ha aparecido con Pink como parte de una sección de cuerda de 10 piezas en American Music Awards en 2008, y como la única intérprete de cuerda en Pink's Funhouse Tour en 2009. Tocó en el Hardly Strictly Bluegrass Festival como parte de la banda de Exene California Mothership en 2010.
Ella aparece en la canción "I Should Have Known" de Foo Fighters, en el álbum Wasting Light, que también presenta a Krist Novoselic de Nirvana en el bajo. También ha grabado con Ben Harper, Joseph Arthur y Dhani Harrison en su banda Fistful of Mercy.
Su canción "Time Bomb" se presentó al final de la final de la segunda temporada de Burn Notice, en el episodio "Lesser Evil".

## Discografía
- Blue Sky (2002)
- A Demon & Her Lovers (2006)